# دون دورهام
دون دورهام (بالإنجليزية: Don Durham)‏ هو لاعب كرة قاعدة أمريكي، ولد في 21 مارس 1949 في Yosemite, Kentucky ‏ في الولايات المتحدة.

## وصلات خارجية
- دون دورهام على موقع دوري كرة القاعدة الرئيسي (الإنجليزية)
- دون دورهام على موقعبيزبول رفرنس.كوم (الدوري الرئيسي) (الإنجليزية)
- دون دورهام على موقعبيزبول رفرنس.كوم (الدوري الثانوي) (الإنجليزية)
- دون دورهام على موقع إي إس بي إن.كوم (أم.أل.بي) (الإنجليزية)
- دون دورهام على موقع مشجعي الرسوم البيانية (الإنجليزية)